# Альпарслан Челик
Алпарслан Челик (тур. Alparslan Çelik) — турецкий исламист и националист. В 2014 году присоединился к бригадам сирийских туркмен и воевал против сирийской армии. 24 ноября, после того как Турция сбила российский бомбардировщик, был обвинён в убийстве российского пилота Олега Пешкова. Был задержан в Измире 31 марта 2016 года. Все обвинения с него были сняты 9 мая 2016 года.

## Биография
Алпарслан Челик — гражданин Турции из провинции Элязыг, сын Рамазана Челика, мэра города Кебан, член турецкой крайне правой Партии националистического действия (MHP) и член неофашистского вооруженного движения «Бозкурт».
Во время гражданской войны в Сирии он стал одним из лидеров 2-й береговой дивизии, повстанческой группировки, состоящей из сирийских туркмен.
24 ноября 2015 года российский Су-24 был сбит двумя турецкими F-16. Вскоре после этого Алпарслан Челик заявил, что были убиты два пилота туркменскими повстанцами, обученными турецким спецназом, программа обучения которых проводилась с американцами до 2015 года, когда на туркмен было вызвано подозрение. По словам представителя туркменского ополчения, с 10 августа 2015 года на севере Сирии было дислоцировано не менее 600 турецких солдат, которые воевали бок о бок с туркменскими боевиками. Ливанская газета L'Orient-Le Jour подтверждает «прямое присутствие турецких сил безопасности в туркменских селах» в Сирии, когда разбился российский бомбардировщик.
На видео Алпарслан Челик сообщил, что «оба пилота были найдены мертвыми, так как товарищи открыли огонь и выстрелили в воздух», показав при этом фрагмент парашюта. На одном видео, пока десантников обстреливали из пулемета, человек во время спуска пилотов с парашютом на заднем плане кричит по-турецки «Хватит стрелять! Мы берем их в заложники!».
Пресс-секретарь МИД России Мария Захарова потребовала от турецких властей арестовать Алпарслана Челика и его сообщников и привлечь их к ответственности за убийство российского летчика, поскольку он в ходе интервью «якобы признался в своей прямой причастности к убийству российского летчика». Турецкая газета «Hürriyet» заявила, что «его совесть не может беспокоить тот, кто каждый день бросает бомбы в туркменских мирных жителей», и добавляет, что «месть — самое естественное право».
31 марта 2016 года турецкая полиция арестовала Алпарслана Челика и еще нескольких в ресторане в Измире. Однако арест Алпарслана Челика не связан с убийством Олега Пешкова, но, по мнению его адвоката, оно будет иметь «политическую подоплеку». Бывший начальник штаба турецкой армии генерал Илькер Башбуг перед студентами и преподавателями Университета Ататюрка в Эрзуруме заявляет, что Алпарслан Челик совершил военное преступление, а значит должен быть предан суду. 25 апреля 2016 года российские власти запросили доступ к заявлению Алпарслана Челика. Однако 9 мая 2016 года Алпарслан Челик заявил, что приказал своим людям не стрелять в российского пилота. После просмотра видео прокурор Измира снял с него все обвинения.